# Borussia Düsseldorf
Borussia Düsseldorf is een Duitse tafeltennisclub uit Düsseldorf die in zich in 1984 als autonome vereniging afsplitste van de Polizei-Sport-Vereinigung PSV Borussia 02. Daar viel het eerder vanaf de oprichting in 1949 onder. Haar hoogste mannenteam speelt sinds 1967 onafgebroken in de hoogste tafeltenniscompetitie van Duitsland, de Bundesliga (opgericht in 1966).
De Europese resultaten en meer dan twintig landskampioenschappen maken Düsseldorf een van de succesvolste tafeltennisclubs van Duitsland.

## European Champions League

### 1999/2000
Borussia Düsseldorf won in het seizoen 1999/2000 voor het eerst de European Champions League (ECL), de opvolger van de European Club Cup of Champions (ECCC), die het zesmaal veroverde. De Duitsers wonnen hun eerste ECL door een dubbele overwinning op het Oostenrijkse SVS Niederösterreich, dat het tweemaal met 3-0 klopte. Een jaar eerder bereikten ze ook al de finale van deze Europa Cup 1 van het tafeltennis. Hoewel zowel het Duitse team als haar tegenstander Caen Tennis de Table Club toen één partij van de dubbele ontmoeting met 4-3 won, ging de toernooizege naar de Fransen. Nadat ook het aantal games waren geteld, bleken die er twee meer gewonnen te hebben dan de Düsseldorfers (20-18).

### 2008/09
Negen jaar na haar eerste winst in de ECL won Borussia Düsseldorf in 2008/09 het toernooi opnieuw. In een dubbele finale-ontmoeting met landgenoot TTF Liebherr Ochsenhausen verloor het de eerste partij met 2-3, maar greep met een 0-3 zege in wedstrijd twee alsnog de toernooizege.

### 2009/10
Borussia Düsseldorf bereikte in het seizoen 2009/10 opnieuw de Champions League-finale en verdedigde daarin met succes haar titel tegen La Villette Charleroi. Timo Boll, Christian Süß en Seiya Kishikawa wonnen de uitwedstrijd met 0-3 van Jian Jun Wang, Jean-Michel Saive en Dimitrij Ovtcharov. In de return in Duitsland won Jian Jun Wang nog de eerste partij voor Charleroi tegen Süß. Toen Kishikawa daarna de stand gelijk trok tegen Saive, was Düsseldorf zeker van de titel. Zeges van Ovtcharov op Boll en van Saive op Süß bezorgden de Belgische ploeg nog de partijwinst, maar maakten voor de uitslag niets meer uit.

### 2010/11
In het seizoen 2010/11 won Borussia Düsseldorf de Champions League voor de derde keer op rij. Met Boll, Süß en inmiddels Patrick Baum in de opstelling deed het dit met een volledig Duits team. Dat trof in de finale het Russische Gazprom Orenburg, met Aleksej Smirnov en ex-Düsseldorfspelers Vladimir Samsonov en Dimitrij Ovtcharov in de opstelling. De Duitsers wonnen thuis met 3-0, waardoor de overwinning zeker was toen Boll in de return 1-1 maakte tegen (landgenoot) Ovtcharov. De Russen wonnen de wedstrijd nog met 1-3, maar dat was alleen nog voor de statistieken.

## Prijzenkast
- Winnaar European Champions League: 1999/2000, 2008/09, 2009/10, 2010/11, 2017/18, 2020/21 en 2021/22
- Winnaar European Club Cup of Champions (voorloper van de ECL): 1988/89, 1990/91, 1991/92, 1992/93, 1996/97, 1997/98
- Winnaar ETTU Cup: 1986/87, 1994/95, 2006/2007
- Duits landskampioen (34): 1960/61, 1968/69, 1969/70, 1970/71, 1973/74, 1974/75, 1977/78, 1978/79, 1979/80, 1980/81, 1981/82, 1985/86, 1987/88, 1989/90, 1991/92, 1992/93, 1994/95, 1995/96, 1997/98, 2002/03, 2007/08, 2008/09, 2009/10, 2010/11, 2011/12, 2013/14, 2014/15, 2015/16, 2016/17, 2017/18, 2020/21, 2021/22, 2022/23 en 2023/24
- Winnaar Duitse nationale beker: 1970, 1971, 1974, 1975, 1978, 1979, 1982, 1984, 1988, 1989, 1990, 1991, 1994, 1995, 1996, 1997, 1998, 1999, 2008, 2009 en 2010

## Selectiespelers
Onder meer de volgende spelers speelden minimaal één wedstrijd voor het vertegenwoordigende team van Borussia Düsseldorf:
| - Patrick Baum - Timo Boll - Thierry Cabrera - Desmond Douglas - Steffen Fetzner - Marcos Freitas - Danny Heister - Jian Jun Wang - Trinko Keen | - Petr Korbel - Kōji Matsushita - Michael Maze - Jun Mizutani - Magnus Molin - Dimitrij Ovtcharov - Jörgen Persson - Josef Plachý - Jörg Roßkopf | - Philippe Saive - Vladimir Samsonov - Eberhard Schöler - Bastian Steger - Christian Süß - Zichao Tian - Ralf Wosik - Torben Wosik - Xiao Han |